# Christian Hemschemeier
Christian Hemschemeier (* 20. April 1967) ist ein deutscher Psychologe und Autor.

## Leben
Nach dem Studium der Psychologie an der Universität Bielefeld war er zunächst als Diplom-Psychologe in einer Klinik in Bad Segeberg tätig. Seine Approbation als Psychologischer Psychotherapeut erfolgte 1999. 
Er betreibt seit 2000 eine eigene Praxis in Hamburg. Von 2007 bis 2018 führte er akkreditierte Fortbildungen in den Bereichen Paartherapie und Eheberatung für die Psychotherapeutenkammern Hamburg und Berlin durch. Er ist Buchautor, regelmäßiger Interviewpartner verschiedener Zeitschriften sowie Kolumnist für das RND Redaktionsnetzwerk Deutschland.

## Veröffentlichungen
- Der Liebescode: Beziehungen von morgen. Luther Verlag, Bielefeld 2019, ISBN 978-3-7858-0753-8.
- Vom Opfer zum Gestalter: Raus aus toxischen Beziehungen – rein ins Leben. Luther, Bielefeld 2021, ISBN 978-3-7858-0782-8.
- Die neue Dimension der Liebe: Wie wir uns in Beziehungen wahrhaftig berühren, zutiefst verbinden und gemeinsam wachsen. Arkana, München 2022, ISBN 978-3-442-34291-4.
- Feuer & Flamme: Warum echte Leidenschaft die Polarität von männlicher und weiblicher Energie braucht. Arkana, München 2023, ISBN 978-3-442-34308-9.
- Lang lebe die Liebe: Können Langzeitbeziehungen erfüllend bleiben? Selbstverlag, 2024, ISBN 978-3-98983-864-2.
- Decoding Love: The future of our relationships (englisch) Selbstverlag, 2024, ISBN 979-8329171419.